# Plana abissal

Perfil d'una conca oceànica en el qual es pot apreciar la relació entre la plana abissal, un glacis continental i una fossa oceànica.

Ubicació de la zona abissal respecte a les altres principals zones oceàniques

Una plana abissal és una plana situada al fons d'un oceà, generalment a una profunditat d'entre 2.000-3.000 i 6.000-7.000 metres. Les planes abissals se solen trobar entre la falda d'un glacis continental i una dorsal oceànica i ocupen si fa no fa la meitat de la superfície de la Terra.
La plana abissal es forma quan la sima de l'escorça inferior, fosa i empesa cap amunt pel mantell, arriba a la superfície a les dorsals oceàniques i forma una nova escorça oceànica. Aquesta nova escorça està composta principalment de basalts i té una topografia rugosa. Aquesta rugositat depèn del ritme al qual s'eixampla la dorsal oceànica. Aquest ritme pot variar significativament d'una zona a l'altra, es solen classificar en tres grups: ràpids, mitjans, i lents. El ritme típic per una dorsal ràpida és de més de 100 mm per any; per una dorsal mitjana, de ~ 60 mm per any; i per les lentes, de menys de 20 mm per any. S'ha demostrat que com més lent és el ritme, més rugosa serà la nova escorça oceànica, i a l'inrevés. Es creu que això és degut a les falles que es formen a la dorsal oceànica quan es crea la nova escorça. Finalment, l'escorça oceànica queda coberta per sediments, cosa que li dona una aparença plana.
Les planes abissals són el resultat del cobriment d'una superfície, originalment rugosa, d'escorça oceànica, amb sediments fins, principalment argila i llims. Gran part d'aquests sediments prové de corrents turbis que flueixen al llarg de canyons submarins cap a aigües més profundes. La resta dels sediments està compost de pols que el vent ha portat a la mar, així com de les restes de petits animals i plantes marins (el plàncton) que s'enfonsen des de la part superior de l'oceà. En àrees remotes, s'estima que el ritme de sedimentació és d'entre dos i tres centímetres cada mil anys. En algunes parts de les planes abissals, els nòduls de manganès són comuns i hi ha grans concentracions de metalls, incloent-hi ferro, níquel, cobalt i coure. Aquests nòduls podrien ser un recurs important en futures empreses mineres, tot i que es tem que la seva explotació pugui tenir un impacte ambiental devastador.
Les planes abissals cobertes de sediment són més rares a l'oceà Pacífic, ja que els sediments que provenen dels corrents turbis queden atrapats a les fosses submarines que l'envolten.